# Nextcloud
Nextcloud — набор клиент-серверных программ для создания и использования хранилища данных. Nextcloud можно установить как на коммерческом хостинге, так и на собственном сервере. По доступной функциональности похож на Google Workspace.
В отличие от собственнических сервисов, таких как Dropbox, открытая архитектура Nextcloud позволяет добавлять функциональность на сервер в виде приложений и позволяет пользователям полностью контролировать свои данные.
Nextcloud появился как форк OwnCloud, его создал разработчик OwnCloud Фрэнк Карличек после ухода из OwnCloud, Inc.. Карличек совместно с другими бывшими разработчиками OwnCloud  продолжает развивать Nextcloud. Поддержку проекта осуществляет компания Nextcloud GmbH.

## Особенности
Файлы Nextcloud хранятся на сервере и могут быть доступны через WebDAV, если это необходимо. Пользовательские файлы зашифровываются во время транзита (необходимо включить шифрование). NextCloud поддерживает клиентские программы на Windows, MacOS X и GNU/Linux для синхронизации между сервером и клиентом, мобильные приложения Android и iOS для доступа к файлам.
Пользователи Nextcloud могут управлять календарями (CalDAV), контактами (CardDAV), планировать задачи изнутри платформы.
С точки зрения администрирования Nextcloud позволяет управлять пользователями и группами (с помощью OpenID или LDAP). Контент может использоваться совместно, определяя грамотные разрешения на чтение и запись между пользователями и группами. Кроме того, пользователи Nextcloud могут делиться файлами через веб-ссылки.
Nextcloud представляет новые функции, такие как возможности мониторинга, полнотекстовый поиск и аутентификацию Kerberos, а также аудио- и видеоконференции, расширенную федерацию и небольшие улучшения пользовательского интерфейса.
В Nextcloud доступны более двухсот дополнительных приложений к облачному хранилищу — редакторы, галереи изображений и другие.

## Блокировка официального сайта
16 апреля 2018 года официальный сайт Nextcloud внесён в список заблокированных по адресу IP согласно постановлению Генпрокуратуры РФ 27-31-2018/Ид2971-18 в рамках борьбы с Telegram.
С 5 января 2020 сайт снова стал доступен для жителей России.

## Рецензии
- Mark Pickavance. Nextcloud 15 review (англ.). TechRadar (6 февраля 2019). Дата обращения: 21 апреля 2020. Архивировано 19 июня 2020 года.
- Jack Wallen. Nextcloud evolves into Nextcloud Hub to better meet your company's needs (англ.). Data Centers. TechRepublic (21 января 2020). Дата обращения: 21 апреля 2020. Архивировано 4 мая 2020 года.
- Steven J. Vaughan-Nichols. Nextcloud 14 rolls out with two major security features (англ.). ZDNet (11 сентября 2018). Дата обращения: 21 апреля 2020. Архивировано 3 января 2020 года.
- Marco Fioretti. Nextcloud 13: How to Get Started and Why You Should. Linux Journal (21 мая 2018). Дата обращения: 21 апреля 2020. Архивировано 24 февраля 2020 года.